# Vila Finaly
Vila Finaly je stavba ve Florencii na ulici Via Bolognese. Vila je historickým majetkem Pařížské univerzity.

## Historie
Původní stavba pod názvem Villa Montughi patřila rodině Giugni již od konce 12. století a v roce 1470 ji získal Agnolo di Jacopo Tani. Ten ji dal jako věno své dceři a tak přešlo do majetku Antonia da Rabatta, od něj dům koupil roku 1511 Giuliano di Niccolò Davanzati a ten jej dále v roce 1542 prodal a novým majitelem se stal Andrea Doffi. Jeho potomek Jacob odkázal dům jako dědictví jeptiškám florentských klášterů San Girolamo delle Poverine, Santa Verdiana, San Niccolò di Cafaggio a Santa Maria di Monticelli. Sestry prodaly majetek v roce 1605 jistému Malegonnellimu. V roce 1744 dům získala rodina Gianfigliazzi a po nich se majitelé střídali - bratři Giovanni di Corsi, rodiny Riccoldi, Corsini a M. R. Laedbrock. V polovině 19. století majetek získal britský ministr Lord Normanby.
Vilu v roce 1953 odkázala Pařížské univerzitě rodina Landau-Finaly.